# 梨本宮守脩親王
梨本宮守脩親王（なしもとのみや もりおさしんのう、文政2年10月29日（1819年12月16日） - 1881年（明治14年）9月1日）は、江戸時代末期から明治時代にかけての日本の皇族。梨本宮初代当主。伏見宮貞敬親王の第10王子。伏見宮邦家親王の弟。幼称は、万代宮（まよのみや）。

## 略歴
天保4年（1833年）4月8日親王宣下。守脩と命名される。同年9月26日円満院に入り、出家し覚諄入道親王を名乗る。安政3年（1856年）12月15日二品に叙せられる。安政6年（1859年）6月20日円融院に入り梶井門跡となり、名を昌仁入道親王と改め（同年7月4日）、同年9月27日天台座主も務める（辞任文久2年5月7日、再任同年閏8月23日）。明治維新後は他の皇族と同様に還俗し（慶応4年閏4月15日）、梶井宮守脩親王（三品）を名乗った。明治元年9月18日上野太守に任ぜられる。明治3年（1870年）11月30日宮号を梨本宮に改称する（明治8年12月31日叙勲一等、明治13年5月18日叙二品）。明治14年（1881年）9月1日に亡くなった。63歳。
親王には継嗣となる王子が無かったため、山階宮晃親王の王子菊麿王を養子とした。

## 墓

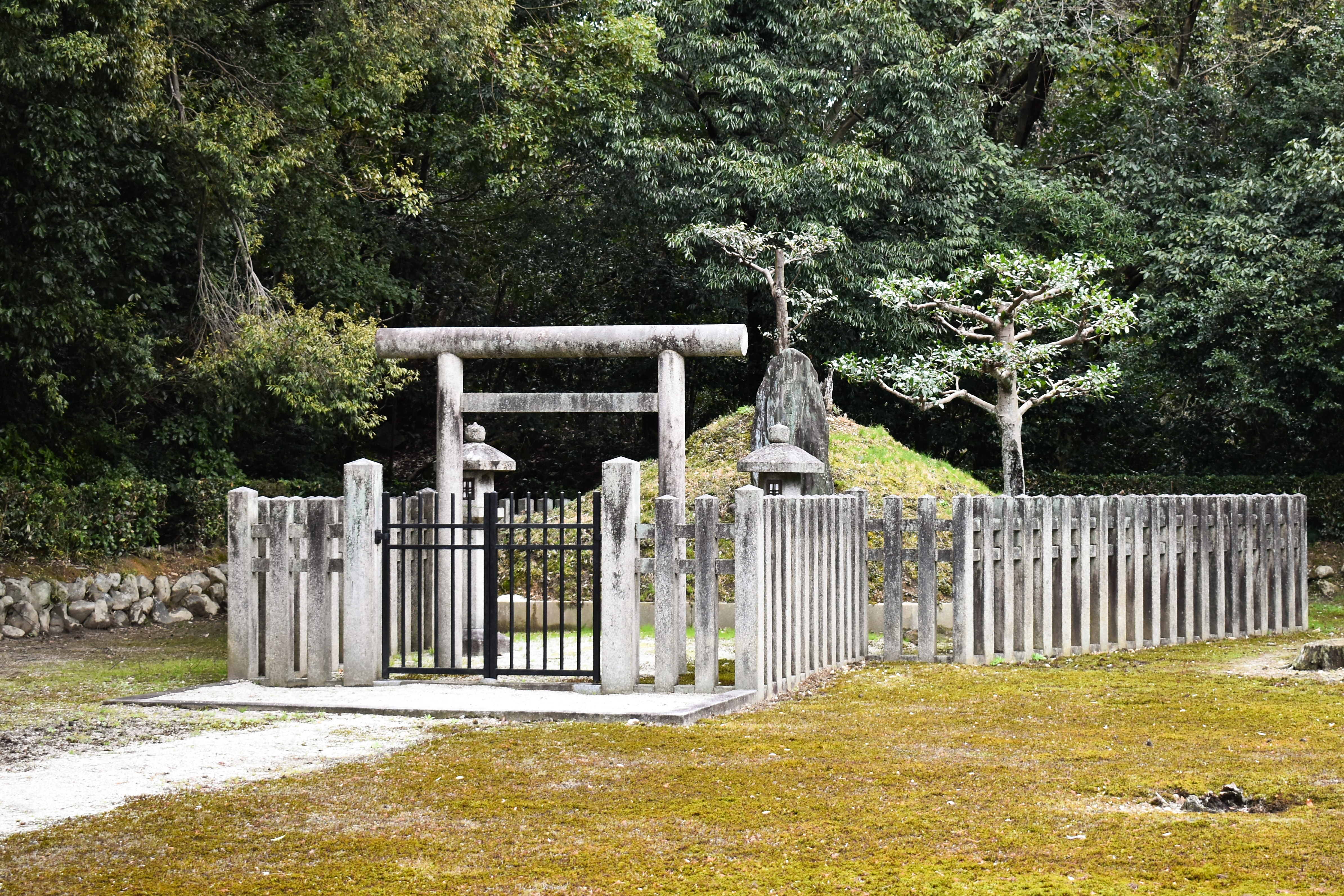
守脩親王墓

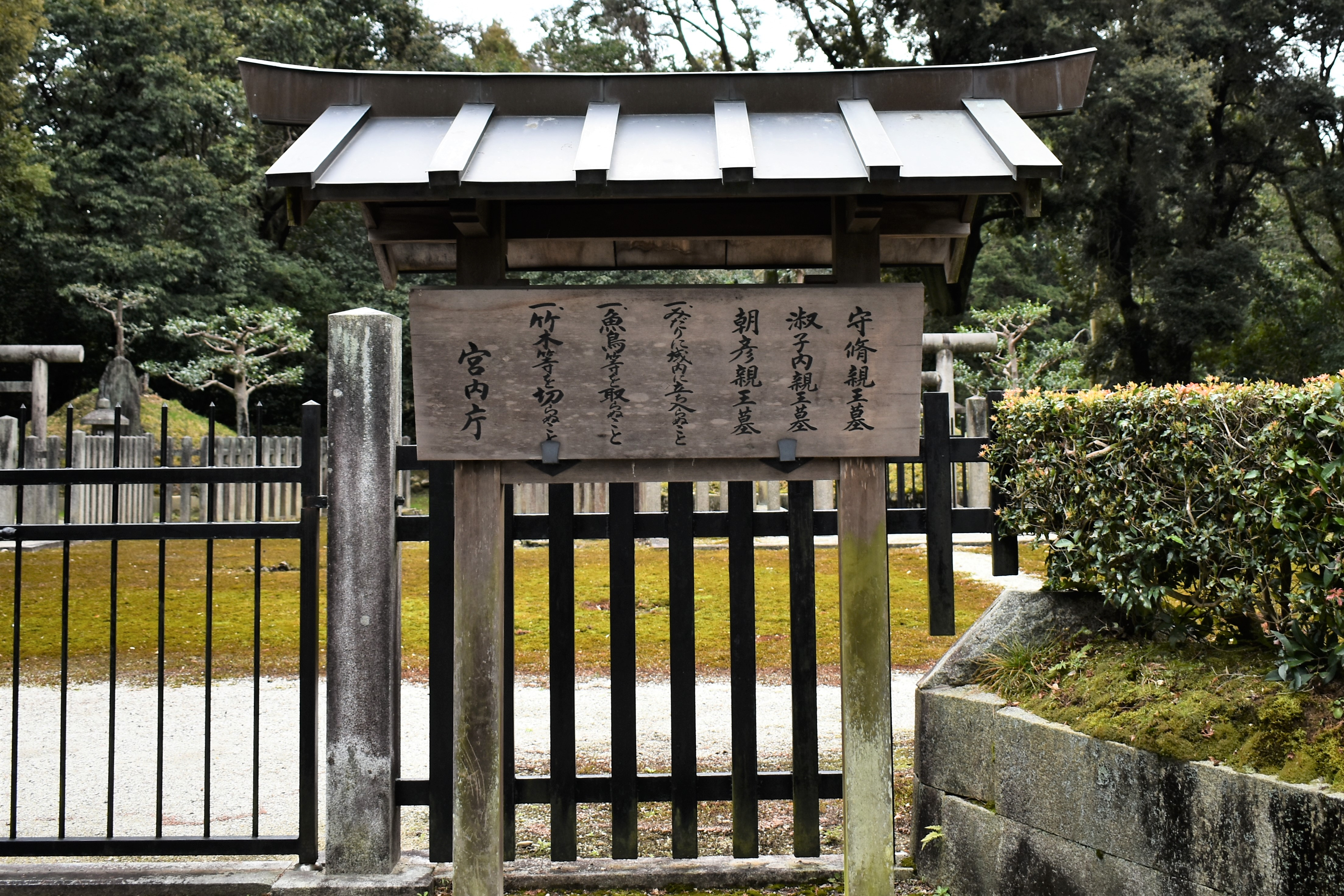

墓は京都府京都市東山区今熊野南谷町の泉涌寺内にある。守脩親王墓には朝彦親王墓と淑子内親王墓が隣接している。